# Gläubigerbegünstigung
Die Gläubigerbegünstigung ist eine nach dem deutschen Strafrecht gemäß § 283c StGB strafbare Handlung. Sie steht im Kontext der sog. Insolvenzstraftaten. Sie ist das strafrechtliche Spiegelbild zur inkongruenten Deckung (vgl. dazu Insolvenzanfechtung). U.a. ist sie eine Privilegierung des Bankrotts nach § 283 StGB. Der zahlungsunfähige Schuldner benachteiligt seine Gläubiger zugunsten eines oder mehrerer anderer Gläubiger.

## Täterschaft
Täter des Delikts kann nur der zahlungsunfähige Schuldner sein, während der geschädigte Gläubiger wohl nicht zugleich der Gemeinschuldner sein kann (umstritten). Erforderlich ist eine inkongruente Deckung. Eine inkongruente Deckung liegt vor, wenn der Gläubiger auf den vom Schuldner gewährten Vorteil gar keinen Anspruch hat oder dieser untergegangen oder nicht durchsetzbar ist. Verjährte, (noch) nicht fällige, aber auch in dieser Art nicht bestehende Ansprüche sind folglich davon umfasst. 
Subjektiv setzt der Tatbestand sicheres Wissen wegen der Zahlungsunfähigkeit, Absicht oder sicheres Wissen wegen der erfolgreichen Begünstigung des Gläubigers und im übrigen Eventualvorsatz voraus.

## Statistik
Die Zahl der Verurteilungen ist wegen der Anforderungen zum Nachweis des subjektiven Tatbestands eher gering. 2008 wurden deutschlandweit gerade einmal 19 Personen verurteilt.